# Cernobbio

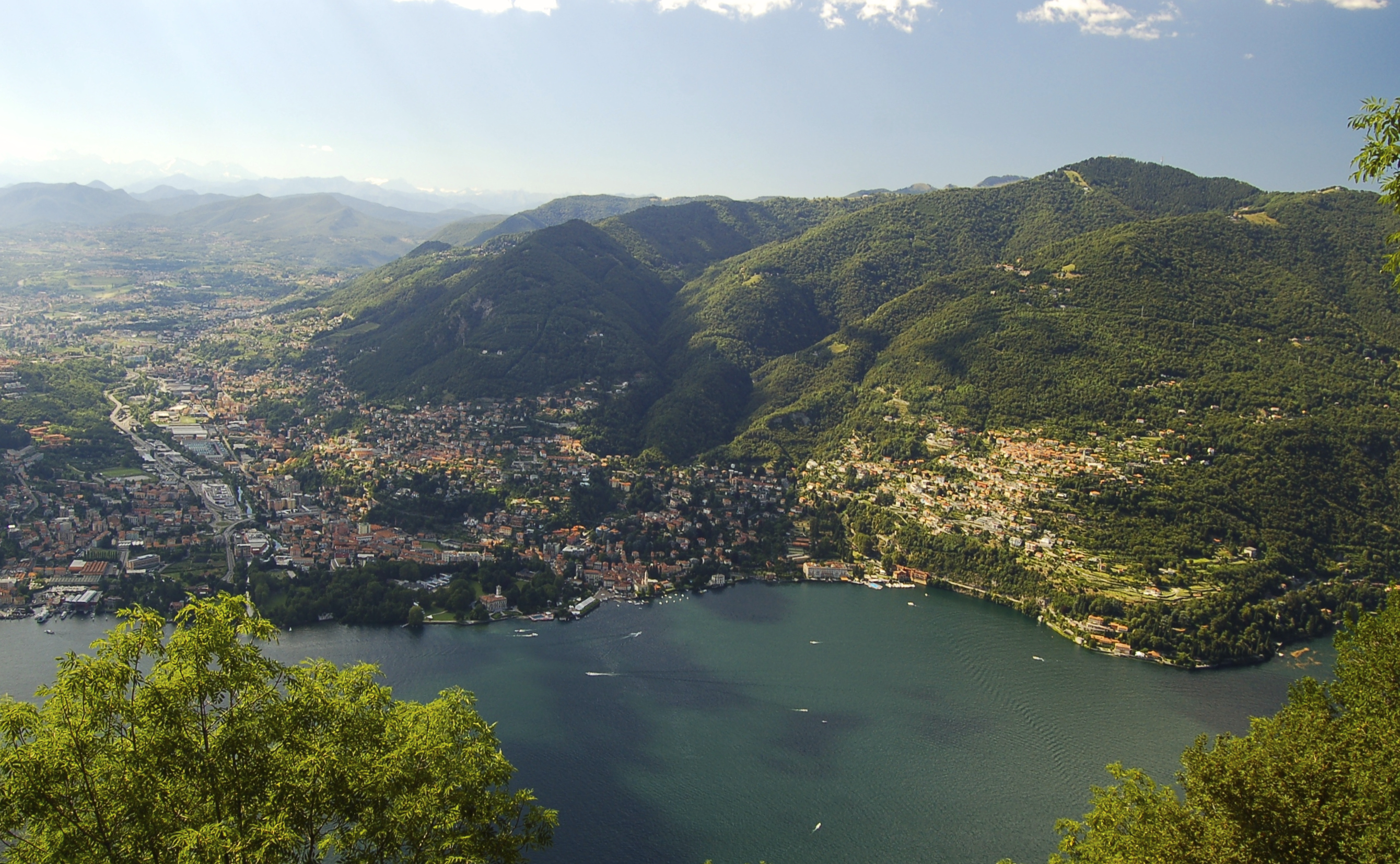
Blick auf Cernobbio, von Brunate aus

Cernobbio ist eine italienische Gemeinde (comune) in der Provinz Como, Region Lombardei am Comer See. 

## Lage und Einwohner
Die 6317 Einwohner (Stand 31. Dezember 2023) zählende Gemeinde Cernobbio liegt nahe der Grenze zur Schweiz (etwa 5 km westlich) nördlich der Mündung der Breggia in den Comer See. Die Provinzhauptstadt Como liegt etwa 5 km südlich. 
Die Nachbargemeinden sind Blevio, Como, Maslianico, Moltrasio, Breggia (CH-TI) und Vacallo (CH-TI).

## Verwaltungsgliederung
Die Gemeinde Cernobbio umfasst folgende Fraktionen: Piazza Santo Stefano, Rovenna, Casnedo, Gentrino, Madrona, Mornello, Olzino Stimianico, Toldino, San Giuseppe, Sant’Andrea, Garotto und die Bergortsteile: Duello, Pievenello, Piazzola, Böcc, Scarone, Alpetto Gombee, Alveggia, Alpe Garzegallo. Im Jahr 2005 wurde Cernobbio durch Dekret des Staatspräsidenten der Ehrentitel Stadt verliehen.

## Varia
Die deutsche Fußballnationalmannschaft bezog zur Fußball-Weltmeisterschaft 1934 ihr Trainingsquartier in Cernobbio.
Das Zürcher Radio 24 hatte einst während seiner Piratensender-Ära sein Sendestudio in Cernobbio.

### Bevölkerungsentwicklung
Quelle: ISTAT

## Sehenswürdigkeiten
- Pfarrkirche San Vincenzo[4]
- Kirche San Michele, im Ortsteil Rovenna[5]
- Kirche San Nicola, im Ortsteil Casnedo[6]
- Kirche Santo Stefano, im Ortsteil Piazza Santo Stefano[7]
- Wallfahrtskirche Beata Vergine del Bisbino, auf dem Monte Bisbino (1325 m)[8]
- Oratorium Beata Vergine delle Grazie[9]
- Villa d’Este[10]
- Villa Erba[11]
- Villa Allamel[12]
- Wohnhaus Cesare Cattaneo (1938/1939), Architekt: Cesare Cattaneo[13]
- Villa Bernasconi (Wohnhaus im Liberty Stil)[14]

## Persönlichkeiten
- Tolomeo Gallio (* 25. September 1527 in Cernobbio; † 3. Februar 1607 in Rom), Kardinal
- Angelo Michele Colonna (* 1600 in Rovenna; † 11. März 1687 in Bologna), Kunstmaler, tätig in Bologna, Parma, Modena, Florenz, Madrid und Genua[15]
- Lorenzo Perti (* 1624 in Rovenna, Ortsteil der Gemeinde Cernobbio; † 1692 in München), Architekt. Der Architekt Agostino Barelli, der ebenfalls aus Rovenna stammte, holte ihn nach München und übertrug ihm ab 1663 den Bau der Theatinerkirche. Im Auftrag des Architekten Enrico Zuccalli errichtete Lorenzo anschließend die Klostergebäude[16]
- Giovanni Niccolò Perti (in der Regel als Nicolò Perti aufgeführt) (* 1656 in Rovenna; † 1718 in Neuburg an der Donau?), Sohn des Lorenzo, Stuckateur, hauptsächlich tätig in Bayern
- Paolo Felice Cassina (* um 1660 in Cernobbio; † nach 1692 ebenda), Holzbildhauer, tätig in Rovenna[17]
- Georges Bodmer (* 11. Dezember 1930 in Cernobbio), Fotograf, Grafiker[18]
- Don Umberto Marmori (* 1885 in Ponna; † 18. Januar 1945 in Cernobbio), im Mai 1910 zum Priester geweiht, war er Vikar in Lenno von Juni 1910 bis August 1921. Anschließend war er bis 1933 Pfarrer von Plesio, wurde 1934 Propst von Cernobbio und verhalf vielen Soldaten und Juden zum Grenzübertritt in die Schweiz. Am 24. Januar 1944 wurde er von der SS verhaftet und ins San-Vittore-Gefängnis nach Mailand gebracht, aus dem er am 27. Februar 1944 entlassen wurde. Im Mai 1944 wurde er ins Exil nach Bergamo geschickt. Am Abend des 16. Januar 1945 wurde er nach Cernobbio zurückgebracht, schwer krank und mit offensichtlichen Anzeichen erlittener Folter, und starb zwei Tage später am 18. Januar 1945.

## Bilder

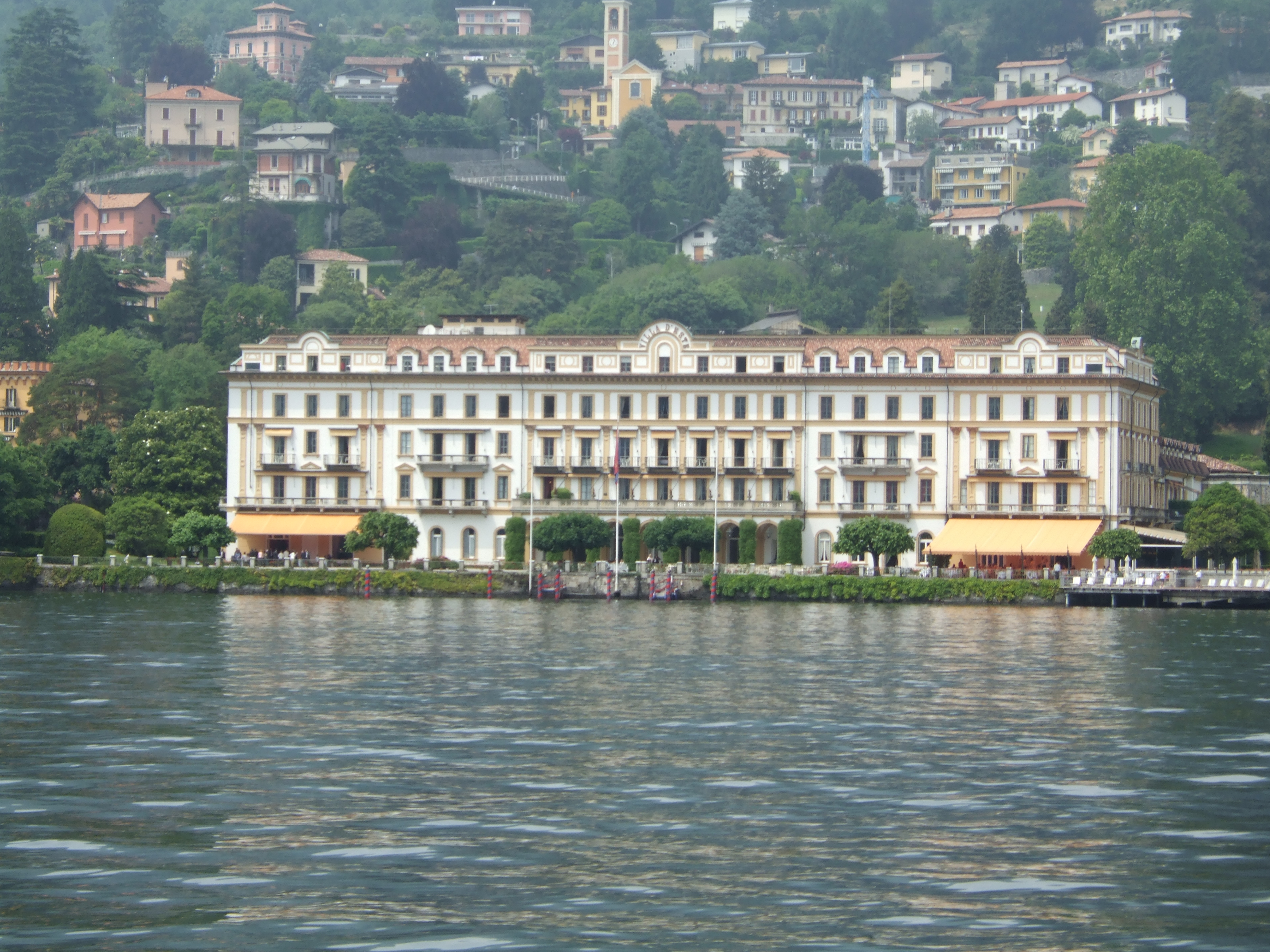
Villa d’Este
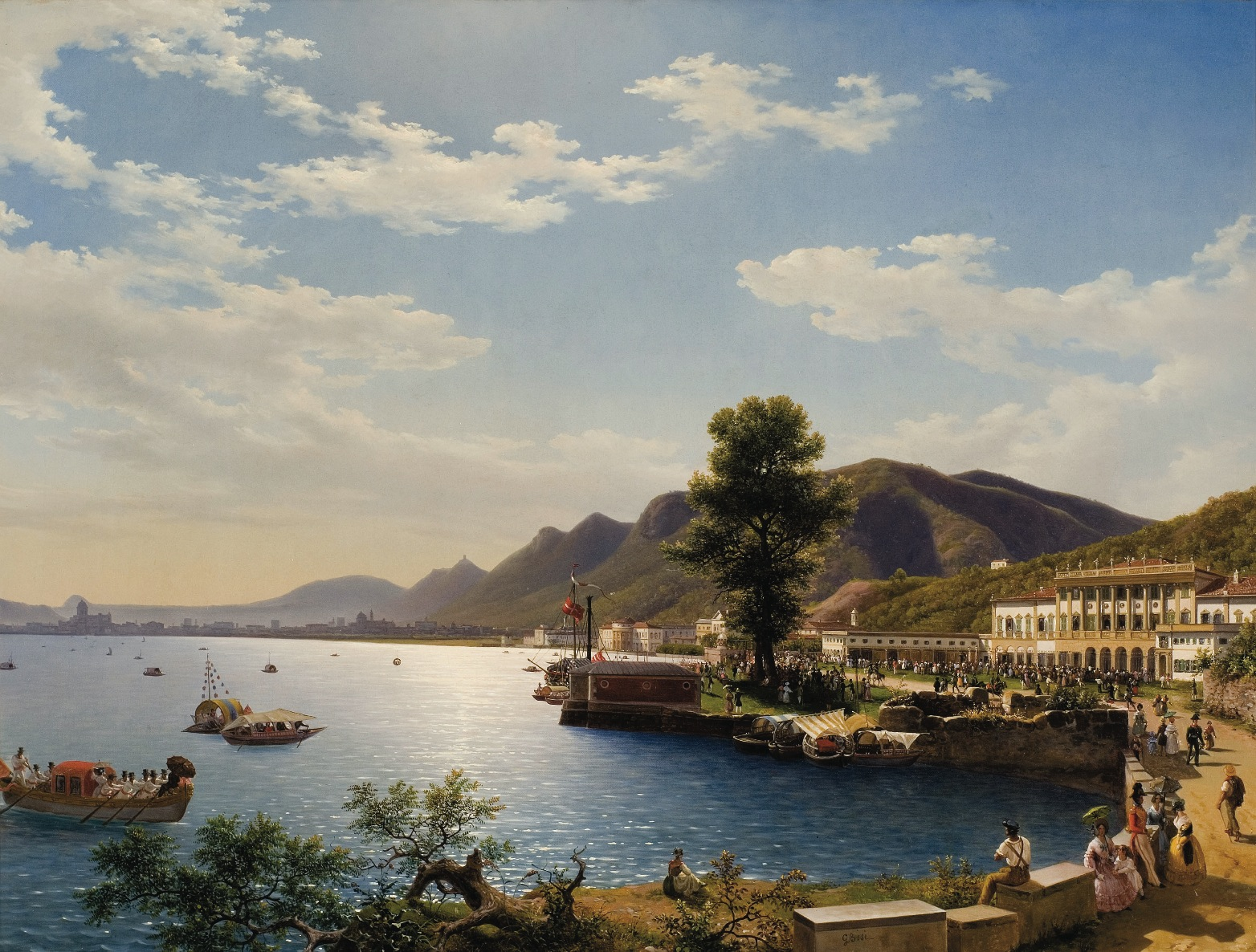
Villa Olmo
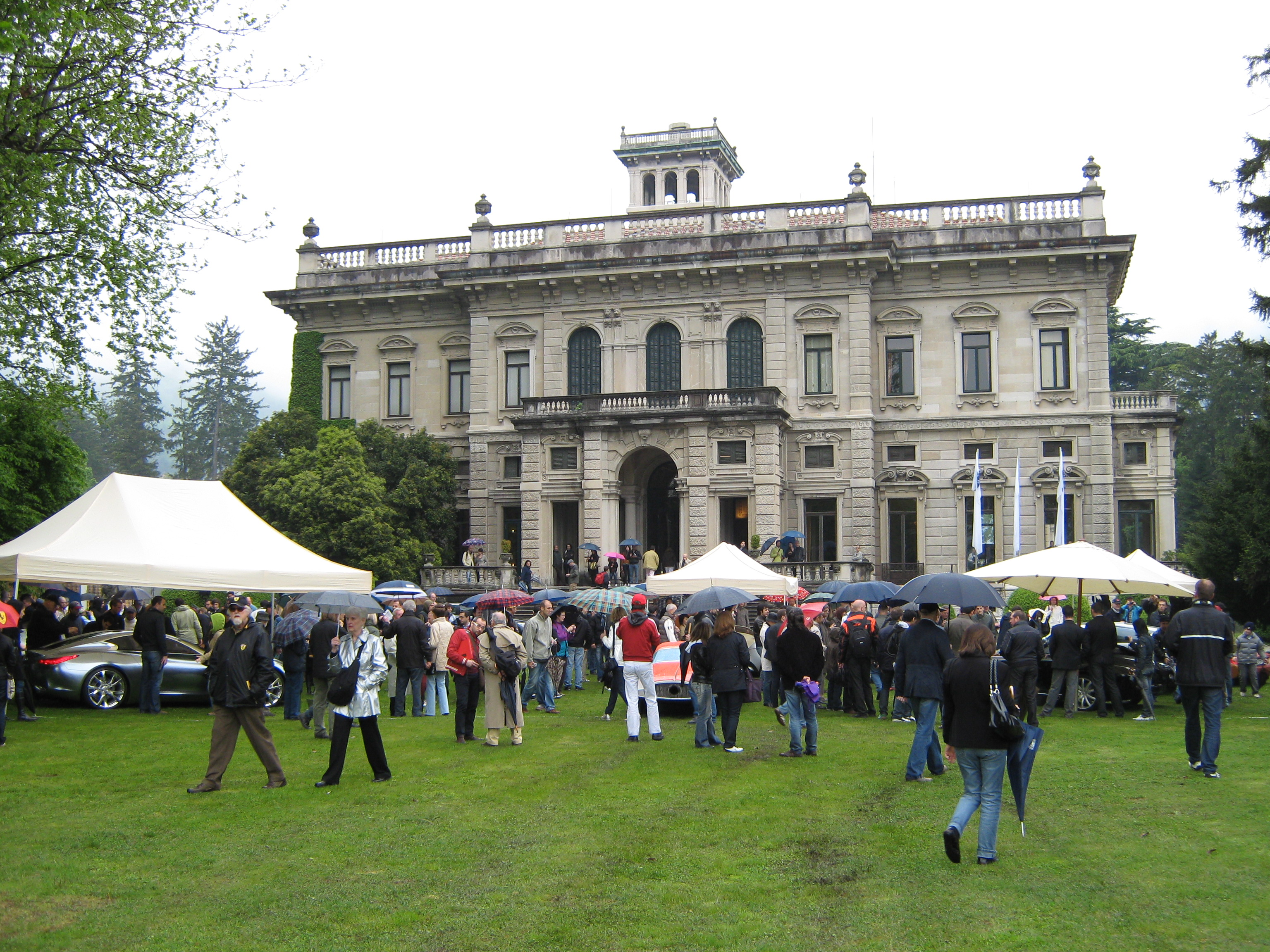
Villa Erba
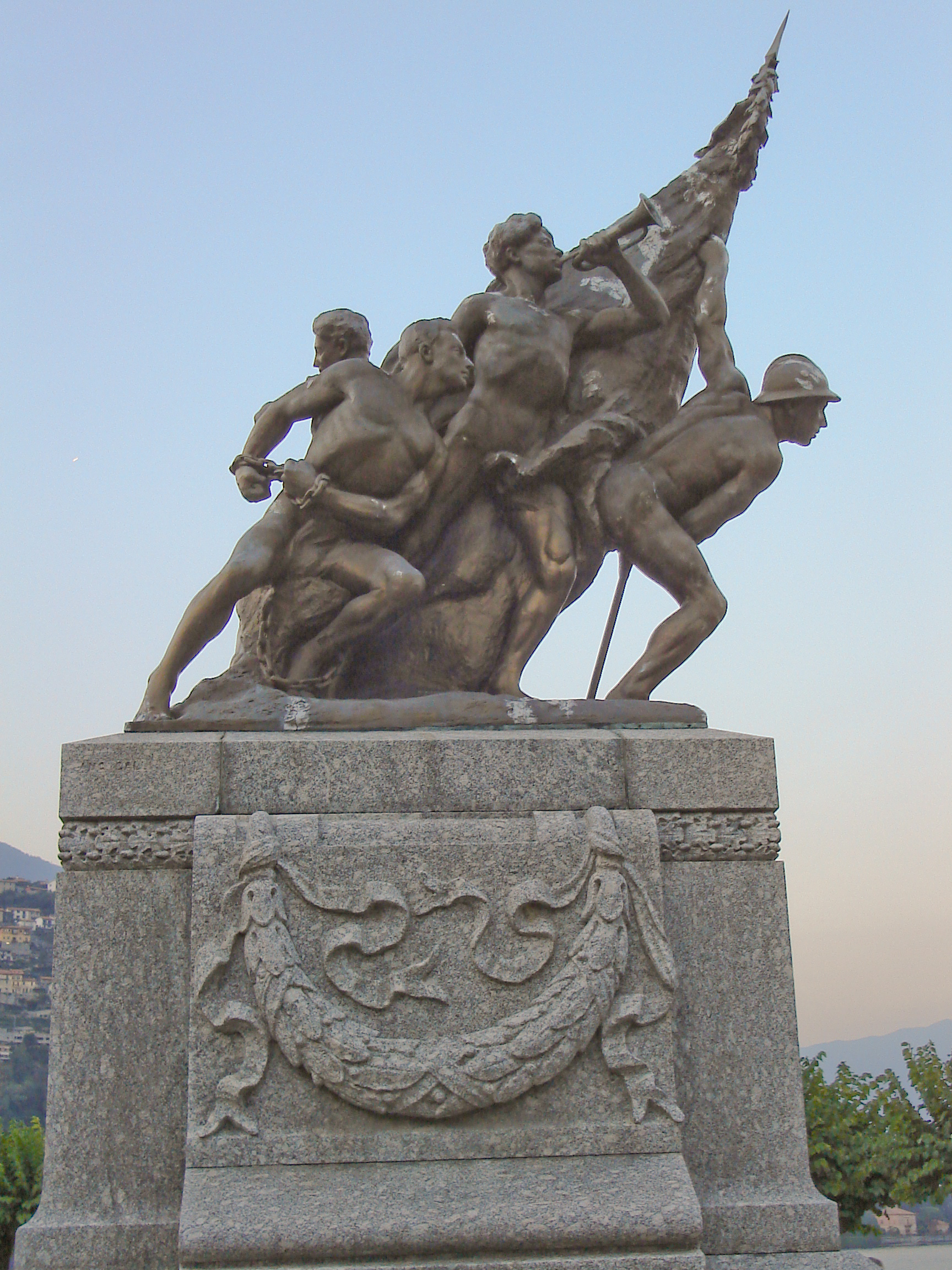
Denkmal für die Gefallenen des Ersten Weltkriegs
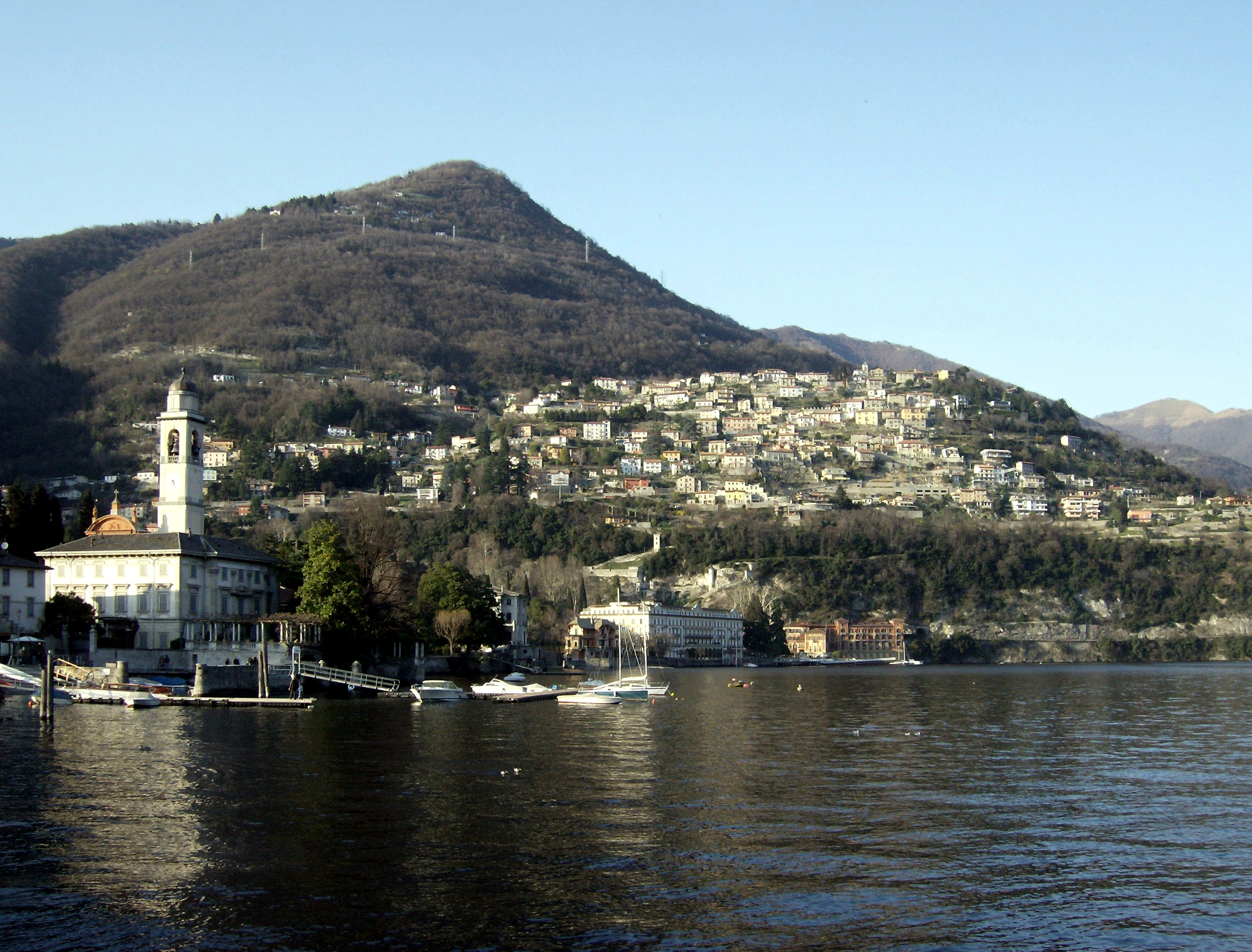
Ortsteil Rovenna auf der Anhöhe